# Pararhodia meeki
Pararhodia meeki är en fjärilsart som beskrevs av Jordan 1908. Pararhodia meeki ingår i släktet Pararhodia och familjen påfågelsspinnare. Inga underarter finns listade i Catalogue of Life.